# Mallan Roberts
Mallan Roberts (Freetown, 6 giugno 1992) è un calciatore sierraleonese naturalizzato canadese, difensore svincolato.

## Carriera

### Club
Nato in Sierra Leone, si trasferisce da piccolo con la famiglia in Canada, dove entra a far parte del settore giovanile dell'FC Edmonton. Ha esordito in prima squadra il 28 aprile 2013, in occasione dell'incontro del Canadian Championship perso per 2-3 contro i Vancouver Whitecaps; in tre stagioni e mezza totalizza 46 presenze e 3 reti. Nel giugno 2016 viene ceduto in prestito agli Ottawa Fury fino al termine della stagione. Rientrato alla base, viene acquistato a titolo definitivo dai Richmond Kickers. Nella stagione 2019 fa parte della rosa dei Tulsa Roughnecks. Rimasto svincolato al termine della stagione, nel 2021 viene ingaggiato dagli australiani dell'Heidelberg Utd.

### Nazionale
Il 16 giugno 2015 ha esordito con la nazionale canadese, disputando l'incontro vinto per 4-0 contro la Dominica, valido per le qualificazioni al campionato mondiale di calcio 2018.

## Statistiche

### Presenze e reti nei club
Statistiche aggiornate al 19 ottobre 2022.
| Stagione                | Squadra                 | Campionato              | Campionato | Campionato | Coppe nazionali | Coppe nazionali | Coppe nazionali | Coppe continentali | Coppe continentali | Coppe continentali | Altre coppe | Altre coppe | Altre coppe | Totale | Totale |
| Stagione                | Squadra                 | Comp                    | Pres       | Reti       | Comp            | Pres            | Reti            | Comp               | Pres               | Reti               | Comp        | Pres        | Reti        | Pres   | Reti   |
| ----------------------- | ----------------------- | ----------------------- | ---------- | ---------- | --------------- | --------------- | --------------- | ------------------ | ------------------ | ------------------ | ----------- | ----------- | ----------- | ------ | ------ |
| 2013                    | FC Edmonton             | NASL                    | 11         | 1          | CC              | 2               | 0               |                    | -                  | -                  |             | -           | -           | 13     | 1      |
| 2014                    | FC Edmonton             | NASL                    | 12         | 1          | CC              | 2               | 0               |                    | -                  | -                  |             | -           | -           | 14     | 1      |
| 2015                    | FC Edmonton             | NASL                    | 21         | 1          | CC              | 4               | 0               |                    | -                  | -                  |             | -           | -           | 25     | 1      |
| gen.-giu. 2016          | FC Edmonton             | NASL                    | 2          | 0          | CC              | 0               | 0               |                    | -                  | -                  |             | -           | -           | 2      | 0      |
| Totale FC Edmonton      | Totale FC Edmonton      | Totale FC Edmonton      | 46         | 3          |                 | 8               | 0               |                    | -                  | -                  |             | -           | -           | 54     | 3      |
| giu.-nov. 2016          | Ottawa Fury             | NASL                    | 22         | 1          | CC              | -               | -               |                    | -                  | -                  |             | -           | -           | 22     | 1      |
| 2017                    | Richmond Kickers        | USL                     | 30         | 1          | USOC            | 0               | 0               |                    | -                  | -                  |             | -           | -           | 30     | 1      |
| 2018                    | Richmond Kickers        | USL                     | 13         | 0          | USOC            | 0               | 0               |                    | -                  | -                  |             | -           | -           | 13     | 0      |
| Totale Richmond Kickers | Totale Richmond Kickers | Totale Richmond Kickers | 43         | 1          |                 | 0               | 0               |                    | -                  | -                  |             | -           | -           | 43     | 1      |
| 2019                    | Tulsa Roughnecks        | USLC                    | 31         | 0          | USOC            | 0               | 0               |                    | -                  | -                  |             | -           | -           | 31     | 0      |
| 2021                    | Heidelberg Utd          | NPL Victoria            | 15         | 0          |                 | -               | -               |                    | -                  | -                  |             | -           | -           | 15     | 0      |
| 2022                    | Heidelberg Utd          | NPL Victoria            | 17         | 1          | CA              | 1               | 0               |                    | -                  | -                  |             | -           | -           | 18     | 1      |
| Totale carriera         | Totale carriera         | Totale carriera         | 174        | 6          |                 | 9               | 0               |                    | -                  | -                  |             | -           | -           | 183    | 6      |

### Cronologia presenze e reti in nazionale
| Cronologia completa delle presenze e delle reti in nazionale ― Canada | Cronologia completa delle presenze e delle reti in nazionale ― Canada | Cronologia completa delle presenze e delle reti in nazionale ― Canada | Cronologia completa delle presenze e delle reti in nazionale ― Canada | Cronologia completa delle presenze e delle reti in nazionale ― Canada | Cronologia completa delle presenze e delle reti in nazionale ― Canada | Cronologia completa delle presenze e delle reti in nazionale ― Canada | Cronologia completa delle presenze e delle reti in nazionale ― Canada |
| Data                                                                  | Città                                                                 | In casa                                                               | Risultato                                                             | Ospiti                                                                | Competizione                                                          | Reti                                                                  | Note                                                                  |
| --------------------------------------------------------------------- | --------------------------------------------------------------------- | --------------------------------------------------------------------- | --------------------------------------------------------------------- | --------------------------------------------------------------------- | --------------------------------------------------------------------- | --------------------------------------------------------------------- | --------------------------------------------------------------------- |
| 16-6-2015                                                             | Toronto                                                               | Canada                                                                | 4 – 0                                                                 | Dominica                                                              | Qual. Mondiali 2018                                                   | -                                                                     | 84’                                                                   |
| Totale                                                                |                                                                       | Presenze                                                              | 1                                                                     |                                                                       | Reti                                                                  | 0                                                                     |                                                                       |